# Leonardo da Silva Souza
Leonardo da Silva Souza (* 18. březen 1992) je brazilský fotbalový záložník, který od roku 2016 obléká dres srbského klubu Partizan Bělehrad.
Svou kariéru začal v kyperském klubu Enosis Neon Paralimni, v roce 2013 přestoupil do FK Metalurhu Doněck a odtud v tom samém roce do Qəbələ FK. V letech 2014–2016 působil v FK Anži Machačkala.